# Viiratsi
Viiratsi (deutsch: Wieratz) ist eine ehemalige Landgemeinde im Osten des estnischen Landkreises Viljandi mit einer Fläche von 213 km². Sie hat 3.746 Einwohner (Stand 2006).
Neben dem Hauptort Viiratsi (1350 Einwohner) umfasste die Landgemeinde die Dörfer Jõeküla, Kibeküla, Kuudeküla, Loime, Mäeltküla, Mähma, Rebaste, Ridaküla, Ruudiküla, Saareküla, Surva, Tusti, Tõnuküla, Tänassilma, Uusna, Valma, Vana-Võidu, Vanavälja, Vardja, Vasara und Verilaske. Es bestehen Gemeindepartnerschaften mit Juankoski in Finnland und Malung in Schweden.
Im Nordosten grenzte die Landgemeinde an den Võrtsjärv. Sehenswert sind die Gutshausanlage von Vana-Võidu vom Beginn des 19. Jahrhunderts, die heute eine Berufsschule beherbergt, sowie die ehemalige orthodoxe Kirche von Tänassilma, die teilweise renoviert wurde.

## Persönlichkeiten
- Heinrich Koppel (1863‐1944), estnischer Mediziner, Rektor der Universität Tartu
- Johan Laidoner (1884–1953), estnischer Offizier, Oberbefehlshaber der estnischen Armee